# Camacolaimoides praedator
Camacolaimoides praedator är en rundmaskart som först beskrevs av De Man 1922.  Camacolaimoides praedator ingår i släktet Camacolaimoides och familjen Leptolaimidae. Inga underarter finns listade i Catalogue of Life.